# Ride the Sky
Ride the Sky est un groupe de power metal suédois originaire de Stockholm. Formé en 2006, le groupe publie un seul album studio, New Protection en 2007, avant de se séparer en 2008.

## Biographie
Le groupe est formé en 2006 par Uli Kusch, l'ancien batteur des groupes Helloween, Gamma Ray et Masterplan et batteur actuel du groupe Beautiful Sin, le chanteur Bjørn Jansson et son frère, le guitariste Benny Jansson, membres du groupe Tears of Anger. Le groupe est complété par Mathias Garnås à la guitare basse et Kaspar Dahlqvist aux claviers, ce dernier est rapidement remplacé par Henning Ramseth. Le nom du groupe fait allusion à une chanson du même titre du groupe Helloween, paru sur leur album Walls of Jericho.
Sur le seul album du groupe, New Protection, le groupe propose du power metal aux influences symphoniques avec des éléments de hard rock,,. À la suite de mauvaises critiques, surtout par rapport au style répétitif et l'enregistrement trop artificiel ou clinique, de faibles ventes et un manque de support du label Nuclear Blast, le groupe décide de mettre fin à ses activités en 2008, après une petite série de concerts avec Sonata Arctica et Epica jusqu'en 2009.